# Баласкас, Панайотис
Панайотис Баласкас (греч. Παναγιώτης Μπαλάσκας, род. 19 октября 1946) — греческий шахматист, национальный мастер.

## Биография
Чемпион Греции 1976 и 1979 годов.
В составе сборной Греции участник шахматной олимпиады 1972 года, Балканиад 1972, 1975, 1976 и 1977 годов (в 1977 г. играл на 1-й доске), командных чемпионатов мира среди студентов 1968 и 1969 годов.
В 1990—2000 годы активно выступал в различных региональных чемпионатах и опен-турнирах, проводившихся на территории Греции.
В 1996 году участвовал в сеансе одновременной игры, который чемпион мира Г. К. Каспаров проводил для 30 сильнейших греческих любителей (Каспаров выиграл 28 партий при 2 ничьих, Баласкас свою партию проиграл).

## Основные спортивные результаты
| Год  | Город   | Соревнование                                                         | + | − | = | Результат | Место |
| ---- | ------- | -------------------------------------------------------------------- | - | - | - | --------- | ----- |
| 1969 | Дрезден | Командный чемпионат мира среди студентов (сборная Греции, 1-я доска) | 3 | 8 | 1 | 3½ из 12  |       |
| 1972 | Скопье  | XX Олимпиада (сборная Греции, 2-й запасной)                          | 3 | 5 | 1 | 3½ из 9   |       |
|      | София   | Балканиада (сборная Греции, ?-я доска)                               | 1 | 2 | 0 | 1 из 3    |       |
| 1977 | Албена  | Балканиада (сборная Греции, 1-я доска)                               | 0 | 2 | 2 | 1 из 4    |       |